# Tattooed on My Brain
Tattooed on My Brain je čtyřiadvacáté studiové album skotské rockové skupiny Nazareth. Jde o vůbec první album v historii kapely, na němž nezpívá zakládající člen Dan McCafferty. Jde o první album se zpěvákem Carlem Sentancem. Smlouvu na vydání alba kapela podepsala již v květnu 2017, a to se společností Frontiers Records. Nahrávání desky bylo dokončeno v únoru 2018. Coby producent se na ní podílel Yann Rouiller, který s kapelou spolupracoval již na předchozích deskách The Newz (2008), Big Dogz (2011) a Rock 'n' Roll Telephone (2014). V květnu 2018 byl oznámen název alba s tím, že album je sice smícháno, nikoliv však masterováno. Vydáno bylo 12. října 2018.

## Seznam skladeb
1. Never Dance with the Devil
2. Tattooed on My Brain
3. State of Emergency
4. Rubik's Romance
5. Pole to Pole
6. Push
7. The Secret Is Out
8. Don't Throw Your Love Away
9. Crazy Molly
10. Silent Symphony
11. What Goes Around
12. Change
13. You Call Me

## Obsazení
- Carl Sentance
- Jimmy Murrison
- Pete Agnew
- Lee Agnew